# (4782) Gembloux
(4782) Gembloux (1980 TH3) – planetoida z pasa głównego asteroid okrążająca Słońce w ciągu 4 lat i 285 dni w średniej odległości 2,84 j.a. Została odkryta 14 października 1980 roku.